# Michael Dertouzos
Michael Leonidas Dertouzos (griechisch Μιχαήλ Λεωνίδας Δερτούζος; * 5. November 1936 in Athen; † 27. August 2001 in Boston) war ein griechisch-US-amerikanischer Informatiker.

## Leben
Nach dem Besuch des Gymnasiums in Athen studierte er mit einem Fulbright-Stipendium an der University of Arkansas und wurde 1964 am Massachusetts Institute of Technology (MIT) bei Alfred Susskind promoviert (Threshold-Element Synthesis). Von 1974 bis 2001 war er Direktor des Laboratory for Computer Science (LCS) des MIT, das aus dem Project MAC hervorging. In dieser Zeit war das LCS an der Entwicklung von Time-Sharing-Systemen, RSA-Kryptosystemen, dem Spreadsheet, NuBus, X Window System, ARPAnet und dem Internet beteiligt. Er war wesentlich beteiligt, das W3C ans MIT zu holen. Er sah auch die PC-Revolution früh voraus und nutzte seinen Ruf in der Vorhersage technologischer Entwicklungen auch als Regierungs- und Firmenberater sowie Autor mehrere Bestseller. Er sprach sich zuletzt für Projekte zur besseren Anpassung von Computer-Verwendungen im Alltag des Menschen aus (Human Centered Computing).
Dertouzos unterstützte am MIT das GNU-Projekt von Richard Stallman und die Free Software Foundation.
Er war Mitglied der National Academy of Engineering und der Akademie von Athen. Er war Ehrendoktor der Universität Athen und Kommandeur der griechischen Ehrenlegion. Er war Mitglied des Council on Foreign Relations. Er hatte sowohl die US- als auch die griechische Staatsbürgerschaft und war Berater des griechischen Regierungschefs. Darüber hinaus hielt er enge Kontakte zur Europäischen Union. 1997 war er Ko-Vorsitzender der Konferenz über vernetzte Gesellschaft beim World Economic Forum in Davos, und 1995 war er US-Repräsentant bei der G7-Konferenz über die Informationsgesellschaft.
Während der Carter-Regierung beriet er den Präsidenten bei der Neugestaltung der Informationssysteme des Weißen Hauses.
1968 war er Mitgründer der Firma Computek, die einige der frühen graphischen und intelligenten Computer-Terminals herstellte, teilweise auf eigenen Patenten beruhend. Er verkaufte seine Anteile an der Firma, als er Direktor des LCS wurde.
Er liegt auf dem Ersten Athener Friedhof begraben.

## Schriften
- Made in America. Regaining the Productive Edge, MIT Press 1989, ISBN 0-262-04100-6 (Ko-Autor)
- The Unfinished Revolution: Human-Centered Computers and What They Can Do For Us, Harper Business 2001, ISBN 0-06-662067-8
- What Will Be: How the New World of Information Will Change Our Lives, Harper Collins 1997, ISBN 0-06-251479-2
- The Future of Computing, Scientific American August 1999